# American University
American University (AU eller American) er et privat forskningsuniversitet i Washington, D.C. i USA, der ligger i Tenleytown-kvarteret i den nordvestlige del af Washington, D.C.
Universitet blev etableret på baggrund af, at George Washington i slutningen af det 18. århundrede havde skrevet om sin drøm om, at et nationalt universitet skulle etableres i landets hovedstad, og lidt under et århundrede senere blev drømmen realiseret. Universitetet blev grundlagt den 5. december 1892 ved lov vedtaget af den amerikanske kongres og senere navngivet "The American University" ved lov af den 24. februar 1893, da omkostningerne ved etableringen blev godkendt af præsident Benjamin Harrison.
Universitetet havde i 2015 mere end 13.000 studerende og mere end 850 fuldtidsansatte. Universitetet har 7 fakulteter: School of International Service, College of Arts and Sciences, Kogod School of Business, School of Communication, School of Professional & Extended Studies, School of Public Affairs og Washington College of Law. Fakulteterne er konsekvent rangeret blandt de højeste indenfor de amerikanske ranglister over bedste universiteter i verden. Særligt School of International Service er den største af sin slags i USA og blev rangeret nummer 8 for kandidatuddannelser og nummer 9 for bacheloruddannelser i verden i 2016 ifølge Foreign Policy.
Universitetet er ydermere igennem mange år blevet rangeret som en af de "mest politisk aktive" skoler i USA [5]. Alumner har opnået høje stillinger i nuværende og tidligere amerikanske regeringer, ligesom flere er blevet ledere indenfor film, tv og medier. Alumner omfatter blandt andet Jordan Belfort, David Gregory, Gary Cohn, Jennifer Palmieri, Loretta Sanchez, Barry Levinson, Judy Sheindlin, Neil Cavuto og Alisyn Camerota.

## Campus
American University har to campusser, der er geografisk adskilt. Begge campusser bliver både brugt til undervisning og kollegier til de studerende. Hovedcampus ligger på Massachusetts Avenue og Tenley Campus ligger på Nebraska Avenue.